# Bure (nordisk mytologi)
Bure (fornnordiska: Búri eller Buri) var ett urtidsväsen i nordisk mytologi. Namnet betyder "avlare, fader." Han slickas fram av urkon Audhumla.  Som far till Bor, och farfar till gudarna Oden, Vile och Ve kan han räknas som asarnas stamfader. 
Bure skapades genom att urtidskon Audhumbla slickade fram honom ur en sten. Bure var "vacker att se på, stor och kraftfull" (fagr álitum, mikill ok máttugr).

## Källtexterna
Myten om Bure finns endast omtalad i Snorres Edda, närmare bestämt i sjätte kapitlet av Gylfaginning. Däremot är Bure inte nämnd någonstans i den poetiska Eddan, även om sonen Bors namn förekommer i Vǫluspá 4. I Skáldskaparmál, kap. 2, citeras ett brottstycke ur en okänd dikt av den isländske 1100-talsskalden Torvald blandaskald. Här kallas diktkonsten för "Bures arvtagare Bors sons dryck". Det är förstås Oden som är arvtagare till sin far Bor och till farfar Bure, och drycken är skaldemjödet. Diktfragmentet är intressant eftersom det är utifrån det som man har menat sig kunna bestämma stavelsens längd i namnet, och få reda på om "Bure" hette Búri eller Buri. Búri verkar vara det uttal som bäst passar in i versens meter, men problemet är att fornyrðislag inte är så regelmässigt att det går att dra säkra slutsatser. Å andra sidan är diktens kviðuháttr den strängaste varianten av fornyrðislag.
Bure är också nämnd i rimacykeln Völsungsrímur VI:6 från 1300-talet, men här med namnformen Burri. Slutligen kan sägas att en dvärg vid namn Buri (eller kanske Búri) också finns i Vǫluspá 13 – dock endast i Hauksbóksversionen – men denna dvärg har helt säkert ingenting med Odens farfar att göra.

### UrGylfaginning6
| "Det som hände därnäst, när rimfrosten droppade, var att en ko som hette Audhumbla kom till ur den. Fyra floder av mjölk rann ur hennes spenar, och hon närde Ymer." Då säger Ganglere: "Vad levde kon av?" Hög säger: "Hon slickade rimstenarna, de var salta. Första dagen kon slickade på stenarna kom mot kvällen en mans hår fram, andra dagen mannens huvud och tredje dagen var hela mannen framme. Han kallas Bure. Han var vacker att se, stor och kraftfull. Han fick en son som hette Bor. Han gifte sig med en kvinna som hette Bestla, dotter till jätten Böltorn, och de fick tre söner. En hette Oden, den andre Vile, den tredje Ve." | ‘Næst var þat, þá er hrímit draup, at þar varð af kýr sú er Auðhumla hét, en fjórar mjólkár runnu ór spenum hennar, ok fœddi hon Ymi.’ Þá mælir Gangleri: ‘Við hvat fœddisk kýrin?’ Hár segir: ‘Hon sleikti hrímsteinana, er saltir váru. Ok hinn fyrsta dag er hon sleikti steina kom ór steininum at kveldi manns hár, annan dag manns hǫfuð, þriðja dag var þar allr maðr. Sá er nefndr Búri. Hann var fagr álitum, mikill ok máttugr. Hann gat son þann er Borr hét. Hann fekk þeirar konu er Bestla hét, dóttir Bǫlþorns jǫtuns, ok fengu þau þrjá sonu. Hét einn Óðinn, annarr Vili, þriði Vé. |  |

### Skáldskaparmál2
Brottstycke av okänd dikt av Torvald blandaskald:
| Nu har jag nyttjat mycket av Burs arvtagares, Bors sons dryck [skaldskapen]. | Nú hefk mart í miði greipat burar Bors, Búra arfa. |  |